# Хусби
Хусби (нем. Husby) — община в Германии, в земле Шлезвиг-Гольштейн. 
Входит в состав района Шлезвиг-Фленсбург. Подчиняется управлению Хюруп.  Население составляет 2207 человек (на 31 декабря 2010 года). Занимает площадь 19,32 км².